# Embkener Mühle
Die  Embkener Mühle, auch unter dem Namen Alte Ohligsmühle bekannt, steht mitten in Embken im Kreis Düren am Mühlengraben, der am oberen Ortseingang Embken vom Neffelbach abzweigt und mitten durch das Dorf fließt.
Die Mühle hat ein oberschlächtiges Wasserrad und einen Mahlgang. Das Haus wird als Wohnhaus genutzt.

## Denkmalbeschreibung
Es handelt sich hier um das eigentliche Mühlengebäude der alten Ohligsmühle in Nideggen-Embken unmittelbar am Mühlengraben, der am oberen Ortseingang vom Neffelbach abzweigt und mitten durch Embken fließt. Untergeschoss aus Bruchstein bzw. Fachwerk mit Ziegeln ausgefacht, der älteste Teil mit doppelschlägiger, querverbretterter Tür, darüber kleines Oberlicht; Fachwerkgiebel am Bruchsteinbau auf der Rückseite noch im Betrieb befindliches oberschlächtiges Wasserrad. Alle anderen Bauten sind später angesetzt. Bei der alten Mühle handelt es sich um ein wichtiges Relikt arbeits- u. produktionstechnischer Abläufe in Embken des 18./19. Jahrhunderts. Seine Erhaltung liegt aber nicht nur deshalb, sondern auch aus volkskundlichen Gründen im öffentlichen Interesse. Auch wenn die im rückwärtigen Bereich an die Mühle anschließende Fachwerkscheune und das dahinterliegende kleine Stallgebäude später angesetzt wurden, sind sie aus den gleichen Gründen ebenfalls Inhalt der Eintragung, da sie die Entwicklung der Produktionsstätte letztendlich abrunden.
Die Mühle ist unter Nr. 89 am 4. Oktober 1985 in die Denkmalliste der Stadt Nideggen eingetragen worden. Der Mühlengraben ist unter den Nummern 125, 127 und 130 in die Denkmalliste eingetragen.